# Одисејева шпиља
Одисејева шпиља или Јама је пећина на јужној обали острва Мљета, код Бабиног Поља.
Одисејева шпиља је пећина овалног облика с неколико десетина метара у промеру. Има урушен свод те је по томе добила име Јама, јер гледајући из ваздуха, изгледа као велика рупа у земљи. Дно је испуњено морем. Кроз кречњачке слојеве, који је одвајају од отвореног мора, настао је пролаз у облику тунела па се у шпиљу може ући пливајући или мањим чамцем. 
Улазак с морске стране је широк 4 до 5 метара, а изнад нивоа мора само 1 или 1,5 метар. Дубина мора у тунелу шпиље је 8 до 10 метара, док је сам тунел дугачак око 20 метара. Приступ с копна је могућ и то преко врло стрмих импровизованих степеница.
Одисејева шпиља се користи као склониште за рибарске чамце и рибарски алат: мреже, (данас забрањене) мљетске врше, парангале и весла, те представља најнеобичнију луку на целом Јадрану, али и шире.
У летним месецима, око подне, када сунчева светлост најјаче удара на подручје шпиље, у мору се ствара спектар боја, посебно занимљив туристима те љубитељима истинских природних феномена и фотографије. У саму Јаму, понајвише због високих стена, светлост никад не долази.
У шпиљи је, док је још била присутна у Јадранском мору, боравила и средоземна медведица.

### Легенда оОдисеју
Испред шпиље се налази хрид Огиран. За време високе плиме или за време јаког јужног ветра хрид је потпуно прекривена морем и представља реалну опасност за морепловце. Према легенди, управо из тих разлога, Одисеј је доживио бродолом те је допливао до шпиље, где се склонио. На острву је владала нимфа Калипсо те је Одисеј подлегао њеним чарима као и лепотама њеног оосрва, оставши „заробљен“ на острву седам година, када је по налогу богова био пуштен. Разлог локалном становништву да верују како је управо Мљет древна Огигија лежи управо у Одисеји, где Хомер говори како су маслиници и виногради били одмах надомак самог места бродолома, а на Мљету то стварно и јест реалан случај. Вероватно због незаинтересованости локалног становништва, као и због величине и развиканости у свету, али и због једнаког имена кроз историју, легенда о Одисеју данас се приписује острву Малти, а не Мљету.